# یواس‌اس مودی (دی‌دی-۲۷۷)
یواس‌اس مودی (دی‌دی-۲۷۷) (به انگلیسی: USS Moody (DD-277)) یک کشتی بود که طول آن ۹۵٫۷۸ متر (۳۱۴٫۲ فوت) بود. این کشتی در سال ۱۹۱۹ ساخته شد.